# Bàn tiệc của phù thủy
Bàn tiệc của phù thủy (tên tiếng Anh: The Witch's Diner; tiếng Hàn: 마녀식당으로 오세요; Romaja: Manyeosikdang-euro Oseyo; dịch nghĩa đen: "Come to the Witch's Restaurant") là bộ phim truyền hình chiếu mạng của Hàn Quốc năm 2021 với sự góp mặt của các ngôi sao chính là Song Ji-hyo, Nam Ji-hyun và Chae Jong-hyeop. Phim được công chiếu lần đầu trên kênh TVING vào ngày 16 tháng 7, 2021 với lịch phát sáng là thứ 6 hàng tuần lúc 16:00 (theo KST - múi giờ Hàn Quốc)
Bộ phim được khởi chiếu trên kênh truyền hình tvN vào ngày 5 tháng 1, 2022, và phát sóng vào thứ Tư và thứ Năm hàng tuần lúc 22:30 (KST).

## Nội dung
Bộ phim là câu chuyện kể về nhà hàng của một nữ phù thủy tên Jo Hee-ra (do Song Ji-hyo thủ vai). Đây là một nhà hàng mà chỉ những con người đang tuyệt vọng tìm đến, đặc biệt là nhà hàng chỉ mở từ chiều tối đến rạng sớm, món ăn sẽ do chính nữ phù thủy chọn và những thực khách sẽ không cần phải trả tiền mà họ còn được ban một điều ước. Nhưng cái gì cũng có cái giá của nó và nhà hàng của Hee-ra cũng vậy, mỗi phần ăn, mỗi lời ước để được thực hiện, người ăn phải trả một cái giá rất đắt đỏ. Đồng hành cùng với Hee-ra sẽ là Jung Jin (do Nam Ji-huyn thủ vai) và Lee Gil-Yong (do Chae Jong-hyeop thủ vai), họ cũng đã từng là thực khách của quán nhưng bây giờ họ đã trở thành một phần không thể thiếu của Nhà hàng Phù thủy.

## Tập phim
| Số thứ tự | Tựa đề                              | Ngày phát sóng   | Ghi chú |
| --------- | ----------------------------------- | ---------------- | ------- |
| 1         | Bò bít tết đẫm máu                  | 16 tháng 7, 2021 |         |
| 2         | Súp cà chua xoa dịu tâm hồn         | 16 tháng 7, 2021 |         |
| 3         | Gà hầm cho thanh xuân               | 13 tháng 7, 2021 |         |
| 4         | Socola nuôi dưỡng tình yêu          | 13 tháng 7, 2021 |         |
| 5         | Mì yến tiệc kết nối tình thân       | 30 tháng 7, 2021 |         |
| 6         | Bánh ngải cứu lãng quên ký ức ai đó | 06 tháng 8, 2021 |         |
| 7         | Cháo kim chi giá đỗ của mẹ          | 13 tháng 8, 2021 |         |
| 8         | Bữa tối cuối cùng                   | 13 tháng 8, 2021 |         |

## Diễn viên

### Nhà hàng Phù thủy
| Diễn viên       | Vai diễn     | Miêu tả |
| --------------- | ------------ | --- |
| Song Ji-hyo     | Jo Hee-ra    | Phù thủy Chủ nhân của Nhà hàng Phù thủy Con của Park Sun Mẹ ruột của Jung Jin                                          |
| Nam Ji-hyun     | Jung Jin     | Con ruột của Jung Han-yang và Jo Hee-ra Con nuôi của Seo Ae-sook Làm việc tại Nhà hàng Phù thủy Sau trở thành Phù thủy |
| Chae Jong-hyeop | Lee Gil-yong | Con của Lee Man-gab Làm việc tại Nhà hàng Phù thủy Sau trở thành Trợ lí Phù thủy của Jung Jin                          |

### Gia đình của Jo Hee-ra
| Diễn viên  | Vai diễn    | Miêu tả |
| ---------- | ----------- | ------- |
| Ha Do-kwon | Giám đốc Oh |         |
| Ji Su-won  | Park Sun    |         |

### Gia đình của Jung Jin
| Diễn viên               | Vai diễn      | Miêu tả |
| ----------------------- | ------------- | ------- |
| Nam Ji-hyun             | Jung Jin      |         |
| Kim Su-ha (lúc nhỏ)     | Jung Jin      |         |
| So Hee-jung             | Seo Ae-sook   |         |
| Jung Chan               | Jung Han-yang |         |
| Yoo Geonn-woo (lúc trẻ) | Jung Han-yang |         |
| Song Ji-hyo             | Jo Hee-ra     |         |

### Gia đình của Lee Gil-yong
| Diễn viên       | Vai diễn     | Miêu tả |
| --------------- | ------------ | ------- |
| Chae Jong-hyeop | Lee Gil-yong |         |
| Son Kwang-eop   | Lee Man-gab  |         |

### Trường Trung học Inju
| Diễn viên       | Vai diễn        | Miêu tả |
| --------------- | --------------- | ------- |
| Chae Jong-hyeop | Lee Gil-yong    |         |
| Shin Joo-hyup   | Choi Young-jae  |         |
| Baek Sung-chul  | Ko Hyun-woo     |         |
| Han So-eun      | Kang Soo-jung   |         |
| Yoon Da-young   | Lee Yoon-mi     |         |
| Park Joong-geun | Huấn luyện viên |         |

### Thực khách của Nhà hàng Phù thủy
| Diễn viên     | Vai diễn           | Miêu tả         |
| ------------- | ------------------ | --------------- |
| Lee Kyu-hyung | Người cha trúng số | Xuất hiện tập 1 |
| Han Ji-eun    | Tiểu thuyết gia    | Xuất hiện tập 8 |

#### Điều ước của Jung Jin
| Diễn viên       | Vai diễn                 | Miêu tả         |
| --------------- | ------------------------ | --------------- |
| Nam Ji-hyun     | Jung Jin                 |                 |
| So Hee-jung     | Seo Ae-sook              |                 |
| Choi Seung-yoon | Bạn trai cũ của Jung Jin | Xuất hiện tập 1 |
| Park Jin-woo    | Sếp cũ của Jung Jin      | Xuất hiện tập 1 |
| Yoon Da-young   | Lee Yoon-mi              |                 |
| Park Se-kyung   | Park Kyung-hee           |                 |
| Nam Dae-hyub    | Bếp trưởng               | Xuất hiện tập 1 |
| Jung Mi-soon    | Nữ bồi bàn               | Xuất hiện tập 1 |
| Kim Geun-bae    | Cảnh sát                 | Xuất hiện tập 1 |
| Choi Sung-jae   | Tom Kim                  |                 |
| Hwang Gun       | Đầu bếp                  | Xuất hiện tập 5 |

#### Điều ước của Lee Gil-yong
| Diễn viên       | Vai diễn              | Miêu tả         |
| --------------- | --------------------- | --------------- |
| Chae Jong-hyeop | Lee Gil-yong          |                 |
| Shin Joo-hyup   | Choi Young-jae        |                 |
| Ahn Hyeon-jeong | Mẹ của Choi Young-jae |                 |
| Baek Sung-chul  | Ko Hyun-woo           |                 |
| Han So-eun      | Kang Soo-jung         |                 |
| Yoon Da-young   | Lee Yoon-mi           |                 |
| Park Joong-geun | Huấn luyện viên       |                 |
| Kim Gwang-in    | Bác sĩ                | Xuất hiện tập 2 |

#### Điều ước của Bae Yoon-ki
| Diễn viên              | Vai diễn                                      | Miêu tả           |
| ---------------------- | --------------------------------------------- | ----------------- |
| Kang Ki-doong          | Bae Yoon-ki                                   |                   |
| Shin Seo-woo (lúc nhỏ) | Bae Yoon-ki                                   |                   |
| Gu Bon-jin             | Bố của Bae Yoon-ki                            | Xuất hiện tập 3   |
| Lee Kwan-young         | Chủ tiệm giặt ủi                              | Xuất hiện tập 2   |
| Shin Da-inn            | Người xin việc của Công ty Daesan Investment  | Xuất hiện tập 3   |
| Park Sung-kyun         | Người phỏng vấn của Công ty Daesan Investment | Xuất hiện tập 3   |
| Kim Sun-eun            | Người phỏng vấn của Công ty Daesan Investment | Xuất hiện tập 3   |
| Hong Suk-youn          | Công nhân xây dựng công trình                 | Xuất hiện tập 3   |
| Kang Da-hyun           | Ga Young                                      | Xuất hiện tập 4-5 |
| Kang Moon-kyung        | Giám đốc Công ty YJ                           | Xuất hiện tập 5   |

#### Điều ước của Jin Sun-mi
| Diễn viên    | Vai diễn      | Miêu tả         |
| ------------ | ------------- | --------------- |
| Ahn Eun-jin  | Jin Sun-mi    |                 |
| Yun Ji-on    | An Sung-ho    |                 |
| Lina         | Nữ diễn viên  | Xuất hiện tập 3 |
| Kang Pil-sun | Nam diễn viên | Xuất hiện tập 4 |
| Kim Sun-hyuk | Nam diễn viên | Xuất hiện tập 4 |
| Shin Ji-yeon | Đạo diễn      | Xuất hiện tập 4 |
| Ji Il-joo    | Bác sĩ        | Xuất hiện tập 4 |

#### Điều ước của Lee Bok-nan
| Diễn viên      | Vai diễn      | Miêu tả         |
| -------------- | ------------- | --------------- |
| Lee Joo-sil    | Lee Bok-nan   |                 |
| Lim Won-hee    | Koo Hyo-sik   |                 |
| Jung So-young  | Yeon Ok       | Xuất hiện tập 6 |
| Kim Young-joon | Bác sĩ        | Xuất hiện tập 6 |
| Bae Yu-ri      | Nữ điều dưỡng | Xuất hiện tập 6 |

## Nhạc phim

### Phần 1
| Phát hành vào 17 tháng 7 năm 2021 | Phát hành vào 17 tháng 7 năm 2021 | Phát hành vào 17 tháng 7 năm 2021 | Phát hành vào 17 tháng 7 năm 2021 | Phát hành vào 17 tháng 7 năm 2021 | Phát hành vào 17 tháng 7 năm 2021 |
| STT                               | Nhan đề                           | Phổ lời                           | Phổ nhạc                          | Nghệ sĩ                           | Thời lượng                        |
| --------------------------------- | --------------------------------- | --------------------------------- | --------------------------------- | --------------------------------- | --------------------------------- |
| 1.                                | "Holding On"                      | Se.A                              | Heo Seong-jin Se.A                | Se.A                              | 3:29                              |
| 2.                                | "Holding On" (Inst.)              |                                   | Heo Seong-jin Se.A                | Se.A                              | 3:29                              |
| Tổng thời lượng:                  | Tổng thời lượng:                  | Tổng thời lượng:                  | Tổng thời lượng:                  | Tổng thời lượng:                  | 6:58                              |

### Part 2
| Phát hành vào 24 tháng 7 năm 2021 | Phát hành vào 24 tháng 7 năm 2021 | Phát hành vào 24 tháng 7 năm 2021 | Phát hành vào 24 tháng 7 năm 2021 | Phát hành vào 24 tháng 7 năm 2021 | Phát hành vào 24 tháng 7 năm 2021 |
| STT                               | Nhan đề                           | Phổ lời                           | Phổ nhạc                          | Nghệ sĩ                           | Thời lượng                        |
| --------------------------------- | --------------------------------- | --------------------------------- | --------------------------------- | --------------------------------- | --------------------------------- |
| 1.                                | "Alone"                           | Junny                             | Heo Seong-jin Junny Dunk          | Junny                             | 3:46                              |
| 2.                                | "Alone" (Inst.)                   |                                   | Heo Seong-jin Junny Dunk          | Junny                             | 3:46                              |
| Tổng thời lượng:                  | Tổng thời lượng:                  | Tổng thời lượng:                  | Tổng thời lượng:                  | Tổng thời lượng:                  | 7:32                              |

### Phần 3
| Phát hành vào 31 tháng 7 năm 2021 | Phát hành vào 31 tháng 7 năm 2021 | Phát hành vào 31 tháng 7 năm 2021 | Phát hành vào 31 tháng 7 năm 2021 | Phát hành vào 31 tháng 7 năm 2021 | Phát hành vào 31 tháng 7 năm 2021 |
| STT                               | Nhan đề                           | Phổ lời                           | Phổ nhạc                          | Nghệ sĩ                           | Thời lượng                        |
| --------------------------------- | --------------------------------- | --------------------------------- | --------------------------------- | --------------------------------- | --------------------------------- |
| 1.                                | "Fair Dish"                       | Yeseo                             | D.Ori ( 디오리 ) Lee So-won       | Yeseo                             | 3:01                              |
| 2.                                | "Fair Dish" (Inst.)               |                                   | D.Ori ( 디오리 ) Lee So-won       | Yeseo                             | 3:01                              |
| Tổng thời lượng:                  | Tổng thời lượng:                  | Tổng thời lượng:                  | Tổng thời lượng:                  | Tổng thời lượng:                  | 6:02                              |

### Phần 4
| Phát hành vào 7 tháng 8 năm 2021 | Phát hành vào 7 tháng 8 năm 2021 | Phát hành vào 7 tháng 8 năm 2021             | Phát hành vào 7 tháng 8 năm 2021                           | Phát hành vào 7 tháng 8 năm 2021 | Phát hành vào 7 tháng 8 năm 2021 |
| STT                              | Nhan đề                          | Phổ lời                                      | Phổ nhạc                                                   | Nghệ sĩ                          | Thời lượng                       |
| -------------------------------- | -------------------------------- | -------------------------------------------- | ---------------------------------------------------------- | -------------------------------- | -------------------------------- |
| 1.                               | "Please"                         | Summer Kim (CLEF) BenAddict (CLEF) CLEF CREW | Park Won-jun (CLEF) WDLM (CLEF) BenAddict (CLEF) CLEF CREW | Han Seung-woo (Victon)           | 3:31                             |
| 2.                               | "Please" (Inst.)                 |                                              | Park Won-jun (CLEF) WDLM (CLEF) BenAddict (CLEF) CLEF CREW | Han Seung-woo (Victon)           | 3:31                             |
| Tổng thời lượng:                 | Tổng thời lượng:                 | Tổng thời lượng:                             | Tổng thời lượng:                                           | Tổng thời lượng:                 | 7:02                             |

### Phần 5
| Phát hành vào 21 tháng 8 năm 2021 | Phát hành vào 21 tháng 8 năm 2021 | Phát hành vào 21 tháng 8 năm 2021 | Phát hành vào 21 tháng 8 năm 2021 | Phát hành vào 21 tháng 8 năm 2021 | Phát hành vào 21 tháng 8 năm 2021 |
| STT                               | Nhan đề                           | Phổ lời                           | Phổ nhạc                          | Nghệ sĩ                           | Thời lượng                        |
| --------------------------------- | --------------------------------- | --------------------------------- | --------------------------------- | --------------------------------- | --------------------------------- |
| 1.                                | "Such a Person" (그런 사람)       | Heo Seong-jin                     | Heo Seong-jin Dunk                | Sondia                            | 3:45                              |
| 2.                                | "Please" (그런 사람; Inst.)       |                                   | Heo Seong-jin Dunk                | Sondia                            | 3:45                              |
| Tổng thời lượng:                  | Tổng thời lượng:                  | Tổng thời lượng:                  | Tổng thời lượng:                  | Tổng thời lượng:                  | 7:30                              |

## Lượng người xem
| Mùa | Mùa | Số tập | Số tập | Số tập | Số tập | Số tập | Số tập | Số tập | Số tập | Trung bình |
| Mùa | Mùa | 1      | 2      | 3      | 4      | 5      | 6      | 7      | 8      | Trung bình |
| --- | --- | ------ | ------ | ------ | ------ | ------ | ------ | ------ | ------ | ---------- |
|     | 1   | 491    | 469    | 521    | 528    | 461    | TBD    | TBD    | TBD    | TBD        |

| Tập | Ngày phát sóng   | Tỷ lệ khán giả trung bình (Nielsen Korea) | Tỷ lệ khán giả trung bình (Nielsen Korea) |
| Tập | Ngày phát sóng   | Toàn quốc                                 | Seoul                                     |
| --- | ---------------- | ----------------------------------------- | ----------------------------------------- |
| 1 | 5 tháng 1, 2022  | 2.282% (4th)                              | 2.960% (2nd)                              |
| 2 | 6 tháng 1, 2022  | 1.982% (5th)                              | 2.389% (3rd)                              |
| 3 | 12 tháng 1, 2022 | 2.289% (2nd)                              | 3.023% (2nd)                              |
| 4 | 13 tháng 1, 2022 | 2.095% (2nd)                              | 2.281% (2nd)                              |
| 5 | 19 tháng 1, 2022 | 1.767% (4th)                              | 2.002% (3rd)                              |
| 6 | 26 tháng 1, 2022 |                                           |                                           |
| 7 | 27 tháng 1, 2022 |                                           |                                           |
| 8 | 2 tháng 2, 2022  |                                           |                                           |
| Trung bình | Trung bình       | —                                         | —                                         |
| - Trong bảng trên, số màu xanh chỉ tỷ lệ người xem thấp nhất và số màu đỏ chỉ tỷ lệ người xem cao nhất. - Bộ phim này được phát sóng trên kênh truyền hình cáp/truyền hình trả phí thường có lượng khán giả tương đối ít hơn so với các đài truyền hình công cộng/truyền hình miễn phí (KBS, SBS, MBC và EBS). |                  |                                           |                                           |